# Leobin z Chartres
Leobin z Chartres, fr. Lubin (ur. koło Poitiers, zm. 14 marca 557 w Chartres) – biskup Chartres (ok. 544-557), święty Kościoła katolickiego.
Leobin (łac. Leobinus) urodził się pod koniec V wieku w rodzinie chłopskiej. Był pasterzem w gospodarstwie swoich rodziców. Nie umiał czytać ani pisać. Wstąpił do pobliskiego klasztoru k. Poitiers, być może klasztoru św. Marcina w Ligugé, gdzie podjął naukę i po kilku latach pustelniczego życia został wyświęcony na kapłana przez ówczesnego biskupa Chartres Eteriusza. Wkrótce potem Leobin został opatem klasztoru w Brou w pobliżu Chartres.
Po śmierci Eteriusza, król Franków Childebert I mianował Leobina na stolicę biskupią (ok. 544).
Leobin brał udział w synodach: orleańskim (549) oraz paryskim (552).
Pochowany został w kościele św. Marcina k. Chartres.
Wspomnienie liturgiczne św. Leobina obchodzone jest w dzienną pamiątkę śmierci. W Chartres uroczystości odbywają się 14 września (za Martyrologium Rzymskim) na pamiątkę przeniesienia szczątków.